# Frank Scully
Francis Raymond Scully (Bendigo, Australia, 27 de enero de 1920 - 12 de agosto de 2015) fue un político australiano. Comenzó su carrera como trabajador ferroviario, en la  Australian Railways Union Industrial Group. Fue miembro de la Asamblea Legislativa Victoriana por el distrito electoral de Richmond, representando al Partido Laborista Australiano, desde 1949 hasta 1955.

## Biografía
Ocupó los cargos de viceministro de Tierras y viceministro del área de electricidad entre 1952 y 1955. Fue miembro del Movimiento de Estudios Sociales Católicos (El Movimiento) en Victoria, y fue expulsado del PLA como parte de la división de éste en 1955. Se convirtió luego en miembro del Partido Laborista Australiano (Anticomunismo) (y luego el Partido Laborista Democrático) de 1955 a 1958. Scully fue el único miembro del PLD en la casa baja del Parlamento Victoriano durante esos tres años.
Falleció en 2015 a la edad de 95 años.